# Glyphodes formosana
Glyphodes formosana is een vlinder uit de familie van de grasmotten (Crambidae), uit de onderfamilie van de Spilomelinae. De wetenschappelijke naam van deze soort is voor het eerst voorgesteld als Margaronia pryeri var. formosana door Jinshichi Shibuya in een publicatie uit 1928.
De soort komt voor in Taiwan, Zuid-Korea en Japan.